# ジャン・ギャロン
ジャン・ギャロン（またはガロンとも。Jean Gallon, 1878年6月25日 - 1959年6月23日）はフランスの作曲家・合唱指揮者・音楽教師。ノエル・ギャロンの兄。

## 経歴
パリ音楽院に学び、1906年から1914年までパリ音楽院管弦楽団を指揮するかたわら、1909年から1914年までパリ・オペラ座の合唱団を指揮した。1919年から1949年までパリ音楽院の教授として和声法を指導、数多の門人の中でも特筆すべきは、モーリス・デュリュフレ、オリヴィエ・メシアン、アンリ・シャラン、ジャンヌ・ドゥメシュ、ジャン・リヴィエ、ピエール・サンカン、ジャン・ユボーらの作曲家や演奏家・音楽教師であろう。
主要な作品に、バレエ音楽やミサ曲、弦楽合奏とオルガンのための6つのアンティフォナのほか、歌曲がある。